# Electrogena affinis
Electrogena affinis är en dagsländeart som först beskrevs av Eaton 1883.  Electrogena affinis ingår i släktet Electrogena, och familjen forsdagsländor. Enligt den svenska rödlistan är arten sårbar i Sverige. Arten förekommer i Götaland. Artens livsmiljö är sjöar och vattendrag, skogslandskap, våtmarker.